# 雲林縣北港鎮南陽國民小學
23°34′00″N 120°18′05″E / 23.56655°N 120.301467°E
雲林縣北港鎮南陽國民小學，簡稱為南陽國小，是位在中華民國雲林縣北港鎮的一間國民小學，為雲林縣創校年份第二老的國民小學，僅次於鎮西國小。

## 歷史
南陽國小的前身雲林日語傳習所北港分教場在1898年10月1日（明治31年）奉准設立，同年12月22日在舊鹽館（現長裕行）創辦設校，編制二班。1926年（昭和元年）因校地狹隘，遷徙至現址。1927年女學生獨立到北港女子公學校（今北辰國小）；1939年學區變更，再辦男女共學，編制24班。1941年，因應皇民化運動，總督府推動日臺共學，校名改稱「南陽國民學校」，編制30班。
1945年，日本於二戰戰敗，由國民政府接管臺灣。該年12月28日，時任日本校長卸任，龔百川接任光復後第一任校長，當時編制29班。1946年改稱「台南縣北港鎮第一國民學校」。1947年改稱「北港鎮南陽國民學校」。1968年實施九年國教，改制為國民小學。

## 午餐廚房
其午餐廚房供應國小、附設幼兒園及北港國中共約1,500名師生用餐，每餐提供1主菜、2配菜、1湯品及主食，每周還提供兩次水果，再搭配一次乳製品點心及牛奶。

## 外部連結
- 百年老校 （页面存档备份，存于）
- 南陽國小官網 （页面存档备份，存于）